# ゴールデン・ビートル賞
ゴールデン・ビートル賞（スウェーデン語: Guldbaggen）は毎年スウェーデン映画協会が制定するスウェーデン映画の賞。

## 賞の部門
- 作品賞
- 監督賞
- 主演男優賞
- 主演女優賞
- 助演男優賞
- 助演女優賞
- 外国語映画賞
- 脚本賞
- ドキュメンタリー映画賞
- 名誉賞
- 短編映画賞